# Кутилин, Александр Борисович
Александр Борисович Кутилин (20 ноября 1972) — советский и российский футболист, защитник.
Начинал карьеру в команде второй низшей лиги СССР «Шахтёр» Ленинск-Кузнецкий. В 1992 году вместе с клубом вышел из второй лиги России в первую, где провёл пять сезонов, вылетев обратно во вторую в 1997 году. В дальнейшем играл за команды второго дивизиона «Кузбасс» Кемерово (1998), «Амур-Энергия» Благовещенск (1999—2001), «Океан» Находка (2002), «Шахтёр» Прокопьевск (2003), «Ижевск» (2004), «Заря» Л/К (2005—2007).
В 2008 году играл за клуб ЛФЛ «Распадская» Междуреченск, в 2010—2012 — главный тренер команды.